# Zuidbuurt
Zuidbuurt est un village de la commune néerlandaise de Zoeterwoude, dans la province de la Hollande-Méridionale. En 2009, le village comptait environ 780 habitants.

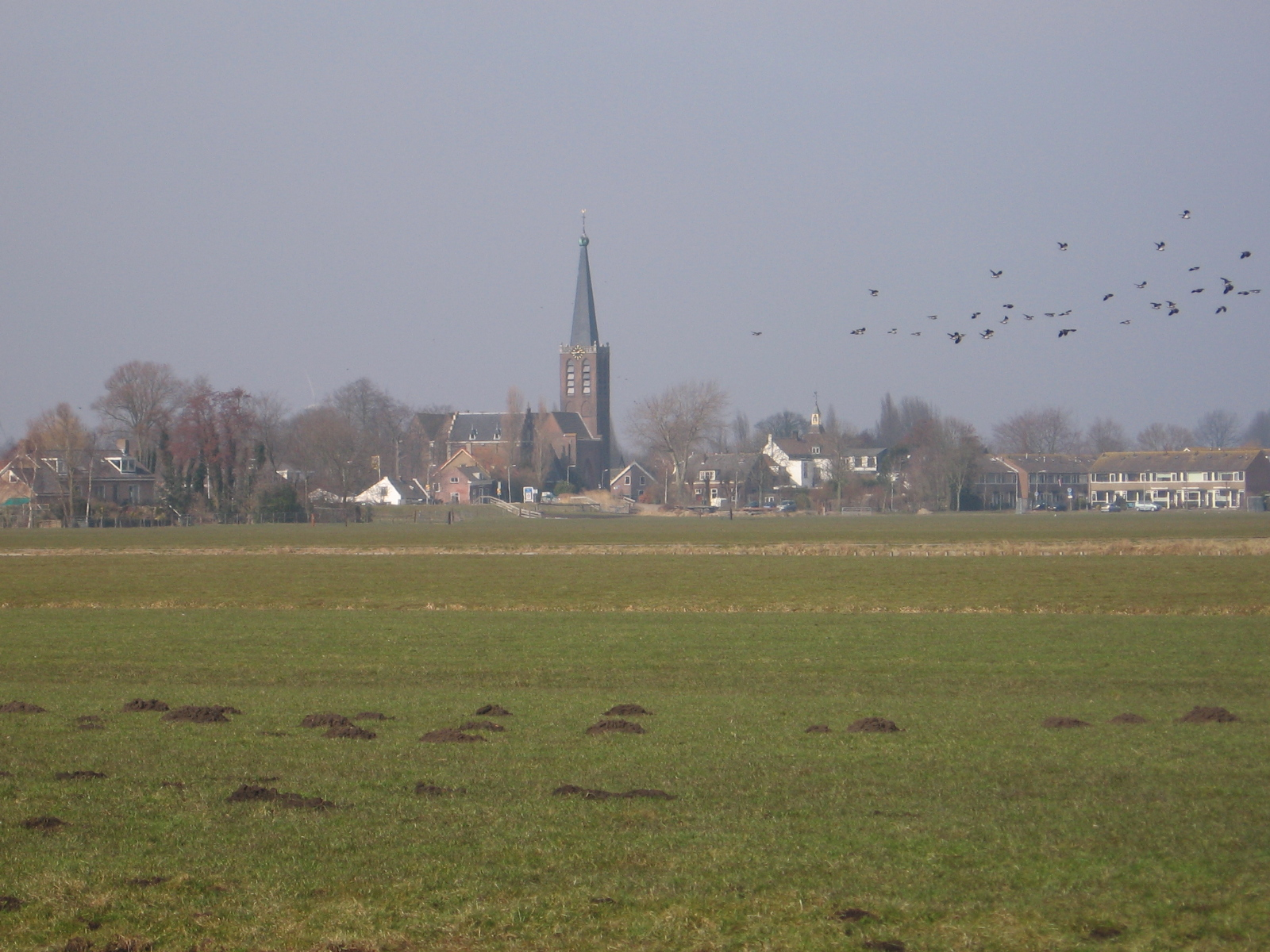
Vue sur Zuidbuurt